# Institut d'ophtalmologie tropicale de l'Afrique
Pour les articles homonymes, voir IOTA.
L’Institut d'ophtalmologie tropicale de l'Afrique est un Centre hospitalier universitaire (CHU-IOTA) spécialisé dans les soins des yeux et affilié à l'Université de Bamako, au Mali.  Il dessert la population du Mali et de toute l'Afrique de l'ouest où les problèmes oculo-visuels sont beaucoup plus prononcés et virulents que dans les pays industrialisés.   C'est aussi un centre d'excellence dans le champ de la formation en ophtalmologie, en optométrie, en soins infirmiers ophtalmologiques et en technique d'optique.  Ses missions sont d'offrir aux populations d'Afrique de l'ouest, les soins, la formation et la recherche.

## Histoire
L'Institut d'Ophtalmologie Tropicale d'Afrique (initialement Institut d'ophtalmologie appliquée) est né en 1953 à Bamako en succession du Centre d'Ophtalmologie du Soudan créé dans la même ville en 1946.  Sa mission englobe alors celle du défunt Institut du trachome de l'Afrique-Occidentale française auparavant installé à Dakar. Lors de l'indépendance du Mali en 1960, il continue sa mission principale de lutte contre le trachome mais ses compétences s'étendent rapidement à d'autres domaines : lutte contre toutes les maladies conduisant à la cécité (trachome, onchocercose, glaucome, cataracte, exophtalmie),  formation du personnel soignant, recherche, soin aux populations des pays d'Afrique occidentale francophone. En 1960,  il devient une des composantes de l'Organisation de coopération et de coordination pour la lutte contre les grandes endémies (OCCGE) et acquiert aussi le statut de Centre collaborateur de l'Organisation mondiale de la santé (OMS) pour la prévention de la cécité.
En 1990, il acquiert une autonomie de gestion. Il apporte son expertise à d'autres pays de la zone Afrique (Madagascar, Comores, République centrafricaine, Guinée). En 1993, un programme européen contre la cécité lui apporte son aide en matériel et en rénovation d'infrastructure. Il met en place des partenariats avec d'autres pays africains, avec l'Organisation pour la Prévention de la Cécité à Paris, avec le programme PBL (prévention of Blinders) de l'OMS et avec de nombreuses ONG.  
En 2000, l'OCCGE fusionne dans la nouvelle Organisation ouest africaine de la Santé (OOAS)  et l'autonomie de l'institut s'amplifie. Il participe au lancement, en Afrique de l'ouest francophone, du programme "Vision 2020" . Ce programme lancé par l'OMS en partenariat avec l'Organisation mondiale pour la prévention de la cécité vise à éradiquer toute cécité évitable : cataracte, cécité infantile, onchocercose qui malgré le plan OCP reste endémique en Afrique de l'ouest . 
Après une courte période de flottement, il reçoit en 2003 le statut de premier Établissement public hospitalier au Mali et en 2007, il prend le statut de Centre hospitalier universitaire. Ses efforts et son expansion sont soutenus et encouragés par des organismes internationaux comme l'Union européenne ainsi que par des associations philanthropiques, comme le volet formation financé à 60 % par le Lions Clubs.

## Soins
L'IOTA voit et traite chaque année plus de 100 000 patients qui se présentent directement, avec ou sans rendez-vous parce qu'ils ont un problème oculaire ou visuel.  Beaucoup d'entre eux présentent des symptômes avancés de maladies dégénérative ou même sont déjà aveugles.  Car avec l'élévation de l'espérance de vie est associée une augmentation des problèmes entraînant la cécité tels que le glaucome ou la cataracte; l'IOTA réalise annuellement 6000 opérations pour la cataracte.  Parmi les autres cas, beaucoup pourraient être évités s'ils étaient vus et diagnostiqués à temps.  Cependant, les infrastructures dans l'ensemble de l'Afrique de l'ouest sont encore insuffisantes pour faire de la prévention.  
L'OMS définit la cécité comme le fait d'obtenir un résultat inférieur à 1/20 dans le meilleur œil corrigé (donc en tenant compte du port d'une lunette si nécessaire).  Or, il apparaît que cette définition ne prend pas en considération que beaucoup de gens dans les pays en développement n'ont pas les moyens de porter des lunettes.

## Formation

### Optométrie
En 2008, l'IOTA ouvre une école d’optométrie au CHU-IOTA. Cette filière est ouverte à tout candidat provenant de l'Afrique francophone. Grâce au système de bourse mis en place, les étudiants maliens s’engagent à œuvrer dans le réseau public pour une période de 5 ans. Un partenariat avec le Quebec a permis un soutien logistique (matériel, formateur).
Déjà, les assistants optométristes sont actifs à l’intérieur du réseau public et il est crucial de régulariser leur situation d’emploi au sein de la fonction publique.  En trois ans, ils ont acquis des compétences majeures qu’ils peuvent exercer sous la
supervision d’un ophtalmologiste ou d’un optométriste diplômé.  Dès l’automne 2014, l’École d’Optométrie du
CHU-IOTA est prête à ouvrir la filière pour l’obtention du Master en optométrie, menant, d’ici 2016, à l’exercice du plein potentiel de l’optométrie jusque dans les régions les plus reculées du Mali. 